# Philip Sidney
Sir Philip Sidney (30. listopadu 1554 – 17. října 1586) byl anglický básník, dvořan a voják. Byl jednou z nejprominentnějších postav alžbětinské doby.
Mezi jeho díla patří Astrofel a Stella, Obrana poezie a Hraběnka z Pembroku.

## Mládí
Narodil se v Penshurst Place, hrabství Kent, jako nejstarší syn sira Henryho Sidneyho a Mary Dudleyové. Jeho matka byla nejstarší dcerou Johna Dudleyho, 1. vévody z Northumberlandu, a sestrou Roberta Dudleyho, 1. hraběte z Leicesteru. Jeho mladší bratr, Robert Sidney, 1. hrabě z Leicesteru, byl významným státníkem a mecenášem. Jeho mladší sestra Mary Sidneyová se provdala za Henryho Herberta, 2. hraběte z Pembroke. Mary Sidneyová, jež se díky tomuto sňatku stala hraběnkou z Pembroke, se stala spisovatelkou, překladatelkou a patronkou literátů. Právě jí věnoval Sidney své nejrozsáhlejší dílo Arcadia. Po bratrově smrti Mary Arcadii přepracovala a vydala ji pod názvem The Countess of Pembroke's Arcadia'.
Philip se nejprve vzdělával na kalvínsky zaměřeném lyceu Shrewsbury School a později se zapsal na kolej Christ Church na Oxfordské univerzitě. Roku 1572 byl zvolen do Parlamentu za město Shrewsbury a ještě téhož roku odcestoval do Francie jako člen poselstva, které mělo dojednat sňatek mezi Alžbětou I. a vévodou z Alençonu. Několik dalších let strávil na evropské pevnině, kde mj. navštívil německé kraje, Itálii, Polsko, Uhry a rakouské země. Na svých cestách se potkal s řadou významných intelektuálních a politických osobností té doby.

## Politická kariéra
Po návratu do Anglie roku 1575 se Sidney potkal s Penelope Devereuxovou, pozdější Lady Richovou, která ho okouzlila svým mládím a inspirovala k napsání jeho proslulé sbírky sonetů Astrophel a Stella. Její otec, hrabě z Essexu, chtěl údajně dát svou dceru Sidneymu za manželku, ale z plánované svatby sešlo díky Essexově smrti v roce 1576. Sidney se v Anglii vrhl do politiky i do sféry umění. Sepsal dlouhý dokument na obranu svého otce, odvolaného r. 1578 z pozice královského správce Irska, v němž obhajoval jeho politické kroky při správě této provincie. Do vážnějšího sporu se dostal s Edwardem de Vere, 17. hrabětem z Oxfordu, zřejmě kvůli svému odporu vůči "francouzskému sňatku", jehož byl Vere hlavním zastáncem. Jejich vzájemná pře vyvrcholila, když Sidney vyzval Vera na souboj, který byl však nakonec zrušen na příkaz samotné královny. Sidney následně napsal Alžbětě dlouhý dopis, v němž ji podrobně objasňoval důvody, proč by nebylo rozumné realizovat "francouzský sňatek". Alžběta však na jeho list reagovala velmi podrážděně a považovala ho za nehoráznou troufalost. Aby se vyhnul následkům královnina hněvu, opustil raději Sidney královský dvůr.

## Vojenská kariéra
Díky rodové i své osobní zkušenosti (během svého pobytu v Paříži byl svědkem Bartolomějské noci v r. 1572) patřil Sidney ke skupině silně militantních protestantů. V 70. letech ho oslovil plán Jana Kazimíra ze Simmernu vytvořit spojenou protestantskou opozici vůči tlaku římskokatolické církve a Španělska. Na počátku 80. let neuspěl s myšlenkou přímého útoku na Španělsko. V roce 1585 mohl dát volný průchod svému zanícení pro boj za protestantskou věc, když byl jmenován guvernérem ve Vlissingenu, nizozemském městu udělenému anglické koruně za podporu v nizozemsko-španělské válce. Na válečném poli v Nizozemí proslul jako neohrožený válečník a stal se oporou svého strýce a vrchního velitele hraběte z Leicesteru. K jeho nejslavnějším válečným činům patří úspěšný útok na španělské jednotky poblíž Axelu v červenci 1586.

## Zranění a smrt
Tento rok se však zároveň pro něj stal osudným. V září 1586 se účastnil pod velením sira Johna Norrise bitvy u Zutphenu, kde byl postřelen do stehna a na následky zranění po 26 dnech zemřel ve věku 32 let. Vypráví se, že během svého umírání složil píseň, kterou mu měli zazpívat u smrtelného lože.
Po převezení Sidneyho těla do Londýna bylo 16. února 1587 pohřbeno ve svatopavelské katedrále. Pohřební průvod a obřad byl tak velkolepý, že současníci takový nepamatovali, a tak nákladný, že Sidneyho tchán, Francis Walsingham, málem přišel na mizinu. Pro řadu současníků představoval Philip Sidney ztělesnění dokonalého dvořana, vzdělaného a politicky obratného, ale který byl zároveň štědrý, odvážný a vznětlivý. Jeho osobnost, jakožto výkvět anglického mužství, připomněl Edmund Spenser v jedné z nejkrásnějších anglických renesančních elegií Astrophel.